# Hollerich
Hollerich är en stadsdel i staden Luxemburg. Hollerich ligger 269 meter över havet och antalet invånare är 6 150.